# Livia de Stefani

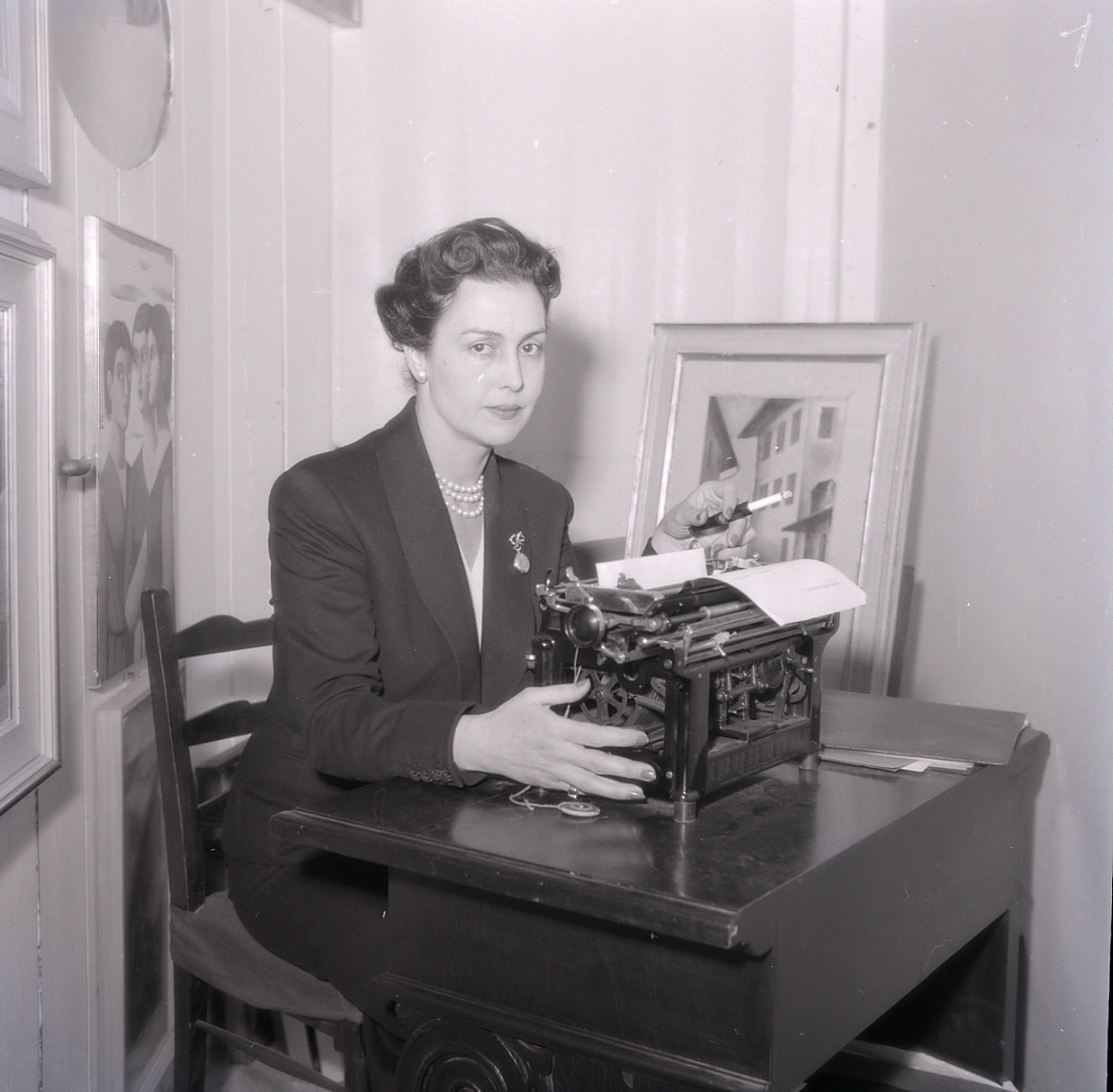
Livia de Stefani, Foto: Paolo Monti, 1965

Livia de Stefani (* 23. Juni 1913 in Palermo; † 28. März 1991 in Rom) war eine italienische Schriftstellerin und Drehbuchautorin.

## Leben
Livia de Stefani wurde in Sizilien in eine Familie reicher Landbesitzer geboren. Bereits in ihrer Kindheit zeigte de Stefani großes Interesse am Schreiben. Ihr literarisches Schaffen begann offiziell mit der Veröffentlichung ihres ersten Gedichtbands Preludio im Jahr 1940. Im Alter von 17 Jahren heiratete sie den Bildhauer Renato Signorini (1902–1966), mit dem sie drei Kinder hatte. Einige Werke veröffentlichte sie unter seinem Nachnamen. Trotz ihrer Erfolge war es für sie als Frau in der literarischen Welt schwer, Anerkennung zu finden. Livia de Stefani starb 1991, hinterließ jedoch ein beachtliches literarisches Erbe, das postum wiederentdeckt wurde.

## Wirken
Livia de Stefani war eine vielseitige Schriftstellerin, die sowohl Gedichte als auch Romane verfasste. Ihr bekanntestes Werk ist La vigna di uve nere (1953), das die Themen Inzest, Einsamkeit und das unausweichliche Schicksal behandelt. Es wird auch als das erste Werk einer Frau zum Thema „Mafia“ bezeichnet.
Sie war für ihren erzählerischen Stil bekannt, der Realität mit fantastischen und mythologischen Elementen mischte. Ihre Werke thematisieren oft das schwierige Leben von Frauen und die Machtverhältnisse in patriarchalen Strukturen. So schrieb sie in Viaggio di una sconosciuta (1963) über die psychische und soziale Gewalt, der Frauen ausgesetzt sind. In ihrem letzten Werk La Mafia alle mie spalle (1991) verarbeitete sie ihre persönlichen Erlebnisse im Kampf gegen die Mafia, als sie im jungen Alter Land erbte und sich gegen die kriminellen Machenschaften der Cosa Nostra behaupten musste.

## Filme
Für die Miniserie La vigna di uve nere (1984, Regie Sandro Bolchi), die auf ihrem Buch beruhte, schrieb sie das Drehbuch. Lea Massari und Mario Adorf spielten die Hauptrollen. In Reich und gnadenlos (1986, Regie Lina Wertmüller) spielte sie eine Aktionärin.

## Werke
- Preludio. Ciuni, Palermo 1940
- La vigna di uve nere. Mondadori, Mailand 1953, ISBN 88-7638-137-6
- Der Weinberg der schwarzen Trauben. Körner, Stuttgart 1958.

- Gli affatturati. Mondadori, Mailand 1955, ISBN 88-6993-132-3
- Passione di Rosa. Mondadori, Mailand 1958
- Viaggio di una sconosciuta. Mondadori, Mailand 1963
- La signora di Cariddi. Rizzoli, Mailand 1971
- La stella Assenzio. Rizzoli, Mailand 1975
- La mafia alle mie spalle. Mondadori, Mailand 1991